# ويليام روس والاس
ويليام روس والاس (بالإنجليزية: William Ross Wallace)‏ هو شاعر أمريكي، ولد في 1819 في ليكسينغتون في الولايات المتحدة، وتوفي في 5 مايو 1881 في نيويورك في الولايات المتحدة.